# Lasiopogon akaishii
Lasiopogon akaishii är en tvåvingeart som beskrevs av Hradsky 1981. Lasiopogon akaishii ingår i släktet Lasiopogon och familjen rovflugor. Inga underarter finns listade i Catalogue of Life.